# Bagai
Bagai (łac. Diocesis Bagaiensis) – stolica historycznej diecezji w Cesarstwie rzymskim w prowincji Numidia zlikwidowana w VII w. podczas ekspansji islamskiej, współcześnie w północnej Algierii. Obecnie katolickie biskupstwo tytularne. 

## Biskupi tytularni
| Lp. | Biskup                              | Funkcja                                                                | Od                   | Do               |
| --- | ----------------------------------- | ---------------------------------------------------------------------- | -------------------- | ---------------- |
| 1   | Hugh Boyle                          | wikariusz apostolski Port Elizabeth (Południowa Afryka)                | 9 grudnia 1948       | 11 stycznia 1951 |
| 2   | Noël Laurent Boucheix               | wikariusz apostolski Eliopoli (Egipt)                                  | 11 marca 1953        | 6 lipca 1958     |
| 3   | Bernardo Regno                      | emerytowany biskup Kandy (Sri Lanka)                                   | 24 września 1958     | 26 stycznia 1971 |
| 4   | Laurent Fuahea                      | biskup pomocniczy Wallis i Futuna                                      | 2 marca 1972         | 25 kwietnia 1974 |
| 5   | Francis Xavier Roque                | biskup pomocniczy archidiecezji Wojskowej Stanów Zjednoczonych Ameryki | 29 marca 1983        | 12 września 2019 |
| 6   | David Israel De la Torre Altamirano | biskup pomocniczy Quito (Ekwador)                                      | 18 października 2019 |                  |